# Régis dos Santos Silva
Régis dos Santos Silva (São Paulo, 20 november 1989) is een Braziliaans voetballer.

## Carrière
Régis begon zijn carrière in 2008 bij Fortaleza EC. Hierna kwam hij uit voor Ceará SC, Atlético Clube Goianiense, Nagoya Grampus en Mogi Mirim EC.